# نقص ليباز البروتين الدهني
نقص ليباز البروتين الدهني هو اضطراب وراثي يعاني فيه الشخص من خلل في جين ليباز البروتين الدهني، وذلك يؤدي إلى ارتفاع نسبة الدهون الثلاثية وبالتالي إلى آلام في المعدة وترسبات من الدهون تحت الجلد، ويمكن أن يؤدي إلى مشاكل في البنكرياس والكبد، والذي بدوره يمكن أن يؤدي إلى مرض السكري. يحدث الاضطراب فقط إذا اكتسب الطفل الجين المعيب من كلا الوالدين (يكون وراثي جسمي متنحي ). يتم التاقلم معه عن طريق تقييد الدهون في النظام الغذائي إلى أقل من 20 جرام / يوم.